# Baumgarten bei Gnas
Baumgarten bei Gnas là một đô thị thuộc huyện Feldbach trong bang Steiermark, nước Áo. Đô thị Baumgarten bei Gnas có diện tích 8,97 km², dân số cuối năm 2005 là 330 người.